# متلازمة كوارسكي
تصف متلازمة كوارسكي حالات فشل نمو عند بعض الأطفال على الرغم من وجود مستويات طبيعية من هرمون النمو لديهم أو حتى أعلى من المستوى الطبيعي عن طريق المقايسة المناعية الشعاعية مع انخفاض مستويات إنزيم IGF1 في الدم، والذي كان يُسمى سابقاً سوماتودين. يتميز هؤلاء المرضى بحدوث زيادة كبيرة في معدل النمو عند علاجهم بهرمون النمو المأشوب.

## الأسباب
وصفت ألين أفينوام كوارسكي وعلماء آخرون أول حالتين لمتلازمة كوارسكي في عام 1978، وقد توقع الفريق القائم على الدراسة حينها أن فشل النمو عند مرضاهم ناتج عن طفرة في الجين المسؤول عن تصنيع هرمون النمو، ما يؤدي إلى تغيير في بنية هرمون النمو ويقلل نشاطه البيولوجي وفعاليته، وهذا ما يفسر احتفاظ الأطفال المصابين بقدرتهم على الاستجابة للعلاج بهرمون النمو المأشوب (النشط).
أثبتت توقعات كوارسكي وزملائها عن طريق دراسات أخرى لاحقة: فالنتا 1985، تاكاهشاي 1996، بيسون 2005.
أكدت دراسة فالنتا عند دراسة طفل مصاب بمتلامة كوارسكي وجود خلل بنيوي في هرمون النمو، إذ كان 60 إلى 90% من هرمون النمو عند المريض بشكل رباعي وثنائي، وكانت بوليمرات هرمون النمو لدى المريض مقاومة بشكل غير طبيعي للتحول إلى مونومرات. أما دراسة تاكاهاشي فقد أبلغت عن حالة صبي قصير القامة لديه طفرة في الجين المسؤول عن تصنيع هرمون النمو، بحيث لا يستطيع هرمون النمو المتشكل تنشيط المستقبلات في الخلايا وتحقيق النمو الطبيعي للجسم.
درست مجموعة تاكاهاشي أيضاً فتاة قصيرة القامة لديها هرمون نمو غير نشط بيولوجياً ناتج عن طفرة متغايرة الزيجوت في الجين المسؤول عن تصنيع هرمون النمو. كان طول هذه الفتاة ونموها وهي بعمر ثلاث سنوات أقل من المتوسط الطبيعي، مع تأخر 1.5 سنة في العمر العظمي، وكان لديها جبهة بارزة وأنف ناقص التنسج مع أبعاد جسم طبيعية. أظهرت الفتاة نقصاً في عمل هرمون النمو على الرغم من ارتفاع مستويات هرمون النمو في الدم، ما يتوافق مع نتائج الدراسات السابقة. وصف بيسون وزملاؤه في عام 1955 مريضاً صربياً مصاباً بمتلازمة كوارسكي لديه طفرة في الجين المسؤول عن تصنيع هرمون النمو.

## التشخيص

### معايير التشخيص
شكَّل اكتشاف متلازمة كوارسكي معضلة للأطباء الذين حاولوا تشخيص المرض. كان أول اختبار تشخيصي للمتلازمة هو إخضاع الأطفال المشتبه بهم للعلاج بهرمون النمو لمدة ستة أشهر، وكان من المفترض أن تكون متلازمة كوارسكي اضطراباً نادراً جداً، ولذلك لم يستطع الباحثون تبرير إخضاع الأطفال لفترة تجريبية من العلاج بهرمون النمو لتأكيد تشخيص متلازمة نادرة، بل هناك حاجة إلى إجراء تشخيصي موثوق وعملي للمتلازمة.

### موثوقية الاختبار
إن الاختبار القياسي لنقص هرمون النمو حالياً هو اختبار تحفيز هرمون النمو. تعتبر مستويات هرمون النمو الأقل من المعدل الطبيعي تأكيداً على نقص هرمون النمو، واعتُبر الأطفال الذين يعانون من ضعف النمو مع اختبار تحفيز طبيعي مشتبهاً في إصابتهم بمتلازمة كوارسكي التي قد تستجيب للعلاج بهرمون النمو.
ذكرت دراسة نشرت في عام 1990 أن اختبار تحفيز هرمون النمو غير موثوق به، ودعت لاستخدام اختبار التركيز المتكامل لهرمون النمو على مدار 24 ساعة كاختبار أفضل وأكثر موثوقية، وكانت دراسة ظهرت في عام 1995 اقترحت أيضاً أن بعض حالات متلازمة فشل النمو العصبي الإفرازي قد تكون عبارة عن متلازمة كوارسكي.
اقترحت دراسة أجراها بيستريزر وآخرون عام 1987 اختباراً يمكن استخدامه لتشخيص متلازمة كوارسكي، واستندت دراستهم إلى حاجة جزيء هرمون النمو لربط جزيء معين على غشاء الخلايا المستجيبة لتنشيط هذه الخلية وتحريض النمو.